# Vladimir Bartol

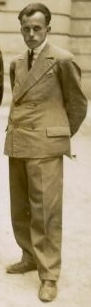
Vladimir Bartol

Vladimir Bartol (ur. 24 lutego 1903 w Trieście, zm. 12 września 1967 w Lublanie) – słoweński pisarz, dramaturg, eseista, publicysta.

## Życiorys
Vladimir Bartol urodził się 24 lutego 1903 jako trzecie dziecko w mieszczańskiej rodzinie. Jego ojciec, Gregor Bartol, pracował na poczcie, matka zaś, Marica Nadlišek Bartol, była z zawodu nauczycielką, ale zajmowała się również pisaniem. Rodzice zaczęli kształcić go już w domu. Matka zapoznawała go z malarstwem, ojciec natomiast wykładał mu biologię. Młodego Vladimira interesowało wiele rzeczy, najbardziej lubił jednak biologię, filozofię, psychologię, sztukę, a także literaturę i teatr. Jako naukowiec łapał i badał motyle. Do szkoły uczęszczał w Trieście, a dokończył ją w Lublanie. Studiował biologię i filozofię. Bardzo ciekawiło go dzieło Zygmunta Freuda. Dyplom otrzymał w 1925 r., ale postanowił kontynuować studia na Uniwersytecie Paryskim. Uczył się tam w latach 1926 – 1927. W roku 1928 służył w wojsku w Petrovaradinie w Serbii. W latach 1933 – 1934 przebywał w Belgradzie. Później powrócił do Lublany, gdzie żył swobodnie do roku 1941. Po II wojnie światowej pracował jako sekretarz SNG w Lublanie, ale po krótkim czasie wyjechał do Triestu, gdzie pracował jako działacz kulturowy. W 1956 r. ponownie wrócił do Słowenii i podjął pracę urzędnika w Słoweńskiej Akademii Nauki i Sztuki. Pracował tam do swojej śmierci 12 września 1967 r. W jego dziełach można zauważyć wpływ filozofii Nietzsche'go, a oprócz niej również ekspresjonizmu i psychoanalizy. W twórczości Bartola często dostrzega się psychologiczne i filozoficzne idee, które najczęściej mówią o woli siły, prawdzie, złudzeniach, manipulacji ludźmi i poznaniu intelektualnych zasad. Duży rozgłos przyniosła mu powieść Alamut, której akcja toczy się w państwie Asasynów.

## Dzieła
- Lopez (1932, dramat)
- Al Araf (1935, zbiór krótkich nowel)
- Alamut (1938, powieść),
- Tržaške humoreske (1957, zbiór krótkich nowel)
- Čudež na vasi (1984, powieść)
- Don Lorenzo (1985, nowela)
- Med idilo in grozo (1988, zbiór nowel)
- Zakrinkani trubadur (1993, wybór esejów)
- Mladost pri Svetem Ivanu (2001, autobiografia)